# Portela (Monção)
Portela es una freguesia portuguesa del concelho de Monção, con 9,15 km² de superficie y 213 habitantes (2001). Su densidad de población es de 23,3 hab/km².